# سریزجان نمدی
سریزجان نمدی، روستایی از توابع بخش میمند شهرستان فیروزآباد در استان فارس ایران است.این روستا از ایل ملکشاهی طایفه نمدیان هستند که در دوران رضاشاه به فیروز آباد تبعید شدند. شغل اکثر این روستا نمدمالی   است به همین دلیل اسم روستا و نام خانوادگی‌شان نمدی ، نمدیان ، نمدمالیان است

## جمعیت
این روستا در دهستان خواجه‌ای قرار دارد و براساس سرشماری مرکز آمار ایران در سال ۱۳۸۵، جمعیت آن ۱۵۳ نفر (۳۲خانوار) بوده‌است.